# Zosterops stresemanni
Zosterops stresemanni е вид птица от семейство Zosteropidae.

## Разпространение
Видът е разпространен в Соломоновите острови.